# Contramaestre
Contramaestre – miasto na Kubie, w prowincji Santiago de Cuba. W 2004 r. miasto to zamieszkiwało 101 832 osób.